# 西班牙省市联合会
西班牙省市联合会（FEMP）是西班牙各地方市镇议会、省议会、岛屿议会缔结的联合组织。该联合会旨在巩固和促进西班牙各市镇的自治地位，加强内部与外部之间的交流与合作。

## 历史
西班牙省市联合会由1985年第7/1985号法律第5附加条款设立。是欧洲城市和地区委员会的一部分，总部设在马德里。

## 成员
西班牙的17个自治區均签署了该协议：
- 阿斯圖里亞斯
- 坎塔布里亞
- 加泰罗尼亚
- 埃斯特雷馬杜拉
- 加利西亞
- 馬德里
- 纳瓦拉
- 拉里奥哈
- 巴斯克

## 历任主席
| 西班牙省市联合会历任主席     |           |
| 姓名                         | 任期      |
| 佩德罗·阿帕里西奥·桑切斯     | 1980-1983 |
| 拉蒙·赛恩斯·德巴兰达         | 1983-1985 |
| 托马斯·罗德里格斯·波拉尼奥斯 | 1985-1991 |
| 弗朗西斯科·巴斯克斯·巴斯克斯 | 1991-1995 |
| 丽塔·巴尔维拉·诺利亚         | 1995-2003 |
| 弗朗西斯科·巴斯克斯·巴斯克斯 | 2003-2006 |
| 埃略多罗·加列戈·奎斯塔       | 2006-2007 |
| 佩德罗·卡斯特罗·巴斯克斯     | 2007-2011 |
| 胡安·伊格纳西奥·索伊多       | 2011-2012 |
| 伊尼戈·德拉塞尔纳            | 2012-2015 |
| 阿维尔·卡瓦列罗·阿尔瓦雷斯   | 2015-     |